# Mirko Huska
Mirko Huska (Subotica, 7. srpnja 1921. – Subotica, 1. svibnja 1986.), bio je kazališni glumac i redatelj iz Subotice. Služio se je pseudonimom Mirko Glumac.

## Životopis
Mirko Huska rođen je u Subotici 1921. godine u obitelji Josipa i Emere, rođ. Suturović. Osnovnu školu i nižu gimnaziju završio u Subotici a učiteljsku školu u Somboru.
Bio je članom prvog uredništva časopisa za književnost, umjetnost i društvena pitanja Rukovet, glasila Subotičkog književnog kruga.
Bio je glumcem subotičkog hrvatskog narodnog kazališta u prvim godinama poraća poslije Drugoga svjetskoga rata, za kojeg je 1960-ih režirao i predstave. Pored subotičkog HNK, režirao je i predstave za tavankutski HKPD Matija Gubec.
Od značajnijih leksikografskih izdanja, 9. svezak Leksikona podunavskih Hrvata – Bunjevaca i Šokaca sadrži natuknicu o Mirku Huski.

## Vanjske poveznice
- (srp.) Pokrajinsko tajništvo za kulturu  Arhivirana inačica izvorne stranice od 24. rujna 2016. (Wayback Machine) Narodno kazalište u Subotici